# 胡思忠
胡思忠（1481年—1556年），字進之，號葵亭，直隸淮安府桃源縣人，軍籍，明朝政治人物。

## 生平
正德十四年（1519年）己卯科應天府鄉試第一百十四名舉人。嘉靖八年（1529年）中式己丑科會試第一百二名，登第三甲第三十三名進士。初授兰溪县知县，十二年擢户部河南司主事，因大同之变，调兵部职方司，被派遣招募兵卒，未行，改武库司，提调武学。十三年大建九廟，升工部營繕司员外郎，督理工匠，因棰傷工匠，被尚書夏言弹劾，被逮入锦衣卫镇抚司，後释放出狱，仍督工兼署本司郎中，管理采石。十五年考績，加赠父母，封其妻，同年秋实授郎中，賜四品服。十八年考察，降调泸州知州。二十年升黄州府同知，二十三年升辰州府知府，二十六年春因事去职。

## 家族
曾祖胡禮；祖父胡瑛，曾任宛平縣主簿；父胡鎰，贈郎中；母祝氏。永感下。弟思孝、思廉、思節。